# 1609 Brenda
1609 Brenda este un asteroid din centura principală, descoperit pe 10 iulie 1951, de Ernest Johnson.